# クロダケタカネヨトウ
クロダケタカネヨトウ（黒岳高嶺夜盗）、学名：Sympistis funebris は鱗翅目（チョウ目）・ヤガ科に分類される高山性の蛾。昼行性で夏季に陽光下を飛翔する。和名は日本亜種のタイプ産地である大雪山の黒岳に因む。

## 分布
全北区（＝旧北区と新北区）：フェノスカンジア（ノルウェー、スウェーデン、フィンランドなど）、アルプス山塊（オーストリア、イタリア、スイス）、シベリアに至るロシア北部、日本（北海道大雪山）、北アメリカ。

## 形態
開張（翅を広げた時の最大幅のこと）は25-27mm、前翅は灰黒色を帯びるが、その濃淡には変異がある。一般に内横線・外横線（翅を横断する2本の線状紋）とも明瞭で、その中間域は翅の後縁に向かって黒色を呈する。腎状紋（中間域上部の外横線寄りに出る腎臓形の紋）は地色に近いため、周囲が暗色の場合には明瞭になり、周囲が地色に近い場合は腎状紋も不明瞭となる。
後翅はほぼ全体が黒褐色で付け根近くが多少淡く、中央付近に不明瞭な淡色小紋、外縁に白色の縁毛をもつ。オスの触角は微毛状で、複眼は卵形で小さい。
幼虫は全体に灰褐色。

## 生態
亜高山帯針葉樹林帯から森林限界直上までの、あまり水分の多くない湿地やお花畑などの周辺に見られる。成虫の出現期は、北欧では6月中旬から7月下旬、日本（大雪山）では7月中旬-8月上旬で、午後に陽光下を飛翔する。
幼虫の食草は欧州ではヒメカンバ Betula nana とクロマメノキ Vaccinium uliginosum が知られるが、日本亜種では調べられていない。土中の蛹で越冬する。スウェーデンやフィンランド西部のラップランドでは偶数年（1980年、1982年、1984年…）に規則的に発生するといわれているが、ノルウェーではそのようなパターンは認められず、同一地域で偶数・奇数の両年ともに見られる。

## 分類
長期間にわたり使用された最古の学名である Sympistis funesta (Paykull, 1793) (=Noctua funesta Paykull, 1793) は一次ホモニム（既に別の種に同じ学名が付けられている状態）であるため Sympistis funebris (Hübner, 1809) (=Noctua funebris Hübner, 1809) の名に取って替わられた。カナダのブリティッシュコロンビア州・Ainsworth産の1雄に基づいて記載された Homohedena cocklei Dyar, 1904や、これを誤綴した Homohadena coclei はシノニムとされる。
Sympistis 属は旧北区と新北区に分布し180種以上が本属の種として記載されている。このうち日本に産するのはタカネヨトウ（本州中部山岳帯）とクロダケタカネヨトウ（日本亜種）の2種である。

### 日本亜種
クロダケタカネヨトウ日本亜種 Sympistis funebris kurodakeana Matsumura, 1927 (= Sympistis funesta kurodakeana Matsumura, 1927）は、松村松年が1926年8月10日に大雪山の黒岳でオス1個体を採集し、翌年に欧州に分布する Sympistis funesta の日本産の新亜種として記載したが、後に欧州産の種名が Sympistis funebris に変更されたため、自動的に日本亜種も S. funebris の下に置かれるようになった。松村の原記載によれば、大雪山産は「前翅の翅頂付近に黒色斑があり、そこから後角に向かって痕跡的な暗色帯が下がること、および暗色の縁毛をもつこと」("having a black patch near the apex to the primaries from which sends down an obsolete fuscous band to the tornus; and the fuscous fringe to the termen") によって欧州産のものと区別されるという。しかし日本産を亜種として区別しない例や、逆に独立種として登載しているデータベースなどもある。
成虫は大雪山の白雲岳、黒岳などの標高1640 - 2000mの間を昼間飛翔する。生息地は国立公園特別保護地域であり、本種の捕獲も禁止されている。
『北海道レッドデータブック』(2001)は日本産を亜種として区別はしていないが、生息密度が低いこと、生息地が極限されていること、生物地理上で孤立した分布特性を有することなどを理由に「希少 (R)」（環境条件の変化によって容易に上位ランクに移行し得る属性を有するもの）のランクで登載している。